# CUNNING
CUNNING（カンニング，又譯作弊二人組），日本搞笑組合，由竹山隆範（裝傻擔當）和中島忠幸（吐槽擔當）兩人組成。所屬經紀公司是Sun Music製作。
兩人是小學三年級的同學，在東京重逢後組成CUNNING組合。組合在2000年代前期人氣爆發。但是2004年12月中島患上急性白血病需要休養，CUNNING不得不停止活動，竹山以「CUNNING竹山」的身份繼續活動。2006年12月20日中島病逝。

## 外部連結
- CUNNING追憶影像（PONY CANYON）